# 선더 포스 II
선더 포스 II(サンダーフォース II)는 선더 포스 시리즈의 두 번째 작품이다.
1988년 10월에 X68000(ja)으로 발매되었고 이듬해인 1989년 6월 15일에 선더포스 IIMD의 제목으로 메가드라이브로 이식되었다. 다만 미국과 유럽에서는 X68k판이 발매되지 않아 MD판이 그냥 선더 포스 II로써 발매되었다. 메가드라이브 최초의 서드 파티게임제의 게임이기도 했다.
본작에서는 아이템에 의한 무기 장비가 시리즈 최초로 채용되어 기본 조작 시스템이 전작의 8방향 이동과 발사 외에 무기변경 버튼이 추가된 2버튼으로 바뀌었다. X68000 초기의 게임답지 않은 뛰어난 그래픽과 화려한 사운드로 주목을 받았다. 난이도는 전체적으로 높은 편이다.

## X68k판과 MD판의 차이
X68000판에서는 한 스테이지가 전반의 톱뷰 부분과 후반의 횡스크롤 부분으로 되어 있는 6스테이지 구성이었으나(6스테이지는 횡스크롤 부분 없음), 메가드라이브판에서는 톱뷰 부분과 횡스크롤 부분이 각각의 스테이지로 간주되어 홀수 스테이지가 톱뷰, 짝수 스테이지가 횡스크롤의 형태로 바뀌어 9스테이지로 구성되었다. 또 메가드라이브판은 기기성능의 한계로 캐릭터 크기가 일부 변경(플레이어 기체는 다소 작아졌고 일부 적 캐릭터는 커졌다)되었고, 플레이어 기체의 무기도 일부 바뀌었다. 그 외에 용량의 한계로 오프닝 데모와 일부 스테이지가 삭제되기는 했으나 전체적으로는 비교적 충실히 이식되었다.
| X68k판의 스테이지 | 1스테이지 톱뷰 | 1스테이지 횡스크롤 | 2스테이지 톱뷰 | 2스테이지 횡스크롤 | 3스테이지 톱뷰 | 3스테이지 횡스크롤 | 4스테이지 톱뷰 | 4스테이지 횡스크롤 | 5스테이지 톱뷰 | 5스테이지 횡스크롤 | 6스테이지 |
| MD판의 스테이지   | 1스테이지      | 2스테이지          | 3스테이지      | 4스테이지          | (삭제)         | 6스테이지          | 5스테이지      | (삭제)             | 7스테이지      | 8스테이지          | 9스테이지 |

## 스토리
온 제국의 전투 요새 프레아레오스의 공격에 의해 레다 행성이 소멸된다. 연방군은 네퓨라 행성의 공간 도크에 있는 프레아레오스를 파괴할 목적으로 선더포스 II 작전을 발동한다.

## 기체/캐릭터
- FIRE LEO-02 EXCELIZA : 프레아레오스를 파괴하기 위해서 개발된 특수전투기.
- 라이드·A·주피터 : 뛰어난 전투력을 가진 연방군의 에이스. 네퓨라 행성 출신으로, 온의 공격으로 부모를 잃었다.
- 디아나·린 : 다소 고집이 세지만 믿음직한, 라이드의 동료.
- 카우스 : 30년 전에 은하 연방을 상대로 반란을 일으킨 온의 황제.

## 무기/아이템
- 기본무기 : 트윈 샷, 백 파이어
- 톱뷰 스테이지의 무기
  - X68k판 : 레이저, 와이드 샷, 파이브 웨이브, 데스트로이, MCM, 헌터
  - MD판 : 레이저, 와이드 샷, 파이브 웨이브, 데스트로이, 클래시, 헌터
- 횡스크롤 스테이지의 무기
  - X68k판 : 레이저, 메가 플래시, 웨이브 샷, 아토믹, 사이드 와인더, 헌터
  - MD판 : 레이저, 메가 플래시, 웨이브 샷, 사이드 블래스터, 노바, 헌터
- 기타 아이템

1. 클로 : 옵션. 하나씩 장비되며 2개까지 장비 가능.
2. 롤 : 일정 시간 동안 클로의 회전속도가 2.5배가 된다.
3. 브레이커 : 실드의 프로토타입이라 할 수 있는 방어막. 일정시간 무적이 된다.

## 음악
모든 곡을 오타니 도모미(大谷智巳, ＴＭＯ)가 작곡했다. 효과음은 시리즈 전반의 사운드 프로그래머이기도 한 아라이 나오스케(新井直介, Yunker Matai)가 맡았다.
| 곡명                       | 사용된 곳(X68k)  | 사용된 곳(MD)   | 작곡                    |
| The wind blew all day long | 오프닝 및 타이틀 | 타이틀          | 오타니 도모미(大谷智巳) |
| Knights of legend          | 1스테이지 톱뷰   | 1스테이지       | 〃                      |
| Exceed                     | 2스테이지 톱뷰   | 3스테이지       | 〃                      |
| A cloud of dust            | 3스테이지 톱뷰   | 6스테이지       | 〃                      |
| Take strict precautions    | 4스테이지 톱뷰   | 5스테이지       | 〃                      |
| Illusion                   | 5스테이지 톱뷰   | 7스테이지       | 〃                      |
| An irrevocable dream       | 6스테이지        | 9스테이지       | 〃                      |
| A ray of hope              | 저속 횡스크롤    | 2스테이지       | 〃                      |
| Cruise control             | 고속 횡스크롤    | 4스테이지       | 〃                      |
| Big na okata 1             | 1스테이지 보스   | 2스테이지 보스  | 〃                      |
| Big na okata 2             | 2스테이지 보스   | 4스테이지 보스  | 〃                      |
| Big na okata 3             | 3스테이지 보스   | 6스테이지 보스  | 〃                      |
| Big na okata 4             | 4스테이지 보스   | 컨티뉴          | 〃                      |
| Big na okata 5             | 5스테이지 보스   | 8스테이지 보스  | 〃                      |
| Big na okata 6             | 6스테이지 보스   | 9스테이지 보스  | 〃                      |
| Mission 2                  | 톱뷰 클리어      | 톱뷰 클리어     | 〃                      |
| Stage clear                | 횡스크롤 클리어  | 횡스크롤 클리어 | 〃                      |
| Super version Tan Tan      | 옵션메뉴         | 게임 개시       | 〃                      |
| Tan Tan Ta Ta Ta Tan       | 로딩             | (N/A)           | 〃                      |
| Game over                  | 게임 오버        | 게임 오버       | 〃                      |
| Take off one's gloves      | 엔딩             | 엔딩            | 〃                      |
| Death Face's               | (N/A)            | 8스테이지       | 〃                      |

## 평가
| 평가 |       |
| --- | ----- |
| 통합 점수 통합사 점수 게임랭킹스 72% [ 1 ] 평론 점수 평론사 점수 패미츠 28/40 [ 2 ] Mean Machines 82% [ 3 ] |       |
| 통합 점수                                                                                                   |       |
| 통합사 | 점수  |
| 게임랭킹스                                                                                                  | 72%   |
| 평론 점수                                                                                                   |       |
| 평론사 | 점수  |
| 패미츠 | 28/40 |
| Mean Machines                                                                                               | 82%   |